# Vtora Liga (Noord-Macedonië)
De Vtora Liga (Macedonisch: Македонска Втора Лига, Makedonska Vtora Liga) is de tweede hoogste voetbalcompetitie in Noord-Macedonië. In deze competitie spelen tien clubs. De clubs bekampen elkaar twee keer. De nummers 1 en 2 promoveren automatisch naar de hoogste klasse (Prva Liga). De onderste clubs degraderen naar de Treta Liga. Sinds 2017-18 wordt de reeks in twee groepen (Oost en West) gespeeld. 

## Kampioenen
- 1993 - FK Ljuboten
- 1994 - FK Kožuv Gevgelija (oost), FK Ohrid (west)
- 1995 - FK Pobeda Valandovo (oost), FK Makedonija Ğorče Petrov Skopje (west)
- 1996 - FK Bregalnica Štip (oost), FK Shkendija 79 Tetovo (west)
- 1997 - FK Borec (oost), SK Skopje (west)
- 1998 - FK Osogovo (oost), Rabotnički Kometal Skopje (west)
- 1999 - FK Kumanovo (oost), FK Napredok Kičevo (west)
- 2000 - FK Belasica Strumica (oost), FK Shkendija 79 Tetovo (west)
- 2001 - FK Kumanovo
- 2002 - FK Tikveš Kavadarci
- 2003 - FK Baškimi Kumanovo
- 2004 - FK Bregalnica Kraun
- 2005 - FK Vlazrimi Kičevo
- 2006 - FK Pelister Bitola
- 2007 - FK Milano Kumanovo
- 2008 - FK Turnovo
- 2009 - FK Teteks
- 2010 - FK Shkendija 79 Tetovo
- 2011 - FK 11 Oktomvri
- 2012 - FK Pelister
- 2013 - FK Makedonija Ğorče Petrov Skopje
- 2014 - FK Sileks Kratovo
- 2015 - FK Shkupi
- 2016 - FK Pobeda
- 2017 - FK Akademija Pandev
- 2018 - FK Belasica Strumica (oost), FK Makedonija Ğorče Petrov Skopje (west)
- 2019 - FK Borec (oost), FK Struga (west)
- 2020 - competitie afgebroken i.v.m. coronapandemie
- 2021 - competitie afgebroken i.v.m. coronapandemie
- 2022 - Pobeda (oost), Sileks (west)
- 2023 - Voska Sport
- 2024 - KF Besa Dobërdoll

Arsimi ·
Bashkimi ·
Belasica · 
FK Borec
Bregalnica Štip ·
Detonit · 
Kožuv · 
Makedonija · 
Novaci ·
Ohrid · 
Osogovo · 
Pobeda · 
Sasa · 
Skopje · 
Vardar Negotino ·
FK Vardarski
Albanië · 
Andorra · 
Armenië · 
Azerbeidzjan · 
België (tot 2016 / vanaf 2016) ·
Bhutan ·
Bosnië-Herzegovina (BiH) · 
Bosnië-Herzegovina (RS) · 
Bulgarije · 
Curaçao · 
Cyprus · 
Denemarken · 
Duitsland · 
Engeland · 
Estland · 
Faeröer · 
Finland · 
Frankrijk · 
Georgië · 
Gibraltar · 
Griekenland · 
Hongarije · 
Ierland · 
IJsland · 
Israël · 
Italië · 
Kazachstan · 
Kosovo · 
Kroatië · 
Letland · 
Litouwen · 
Luxemburg · 
Malta · 
Moldavië · 
Montenegro · 
Nederland · 
Noord-Ierland · 
Noord-Macedonië · 
Noorwegen · 
Oekraïne · 
Oostenrijk · 
Polen · 
Portugal · 
Roemenië · 
Rusland · 
Schotland · 
Servië · 
Servië en Montenegro (FR Joegoslavië) ·
Slovenië · 
Slowakije · 
Sovjet-Unie · 
Spanje · 
Tsjechië · 
Tsjecho-Slowakije ·
Turkije · 
Turkse Republiek Noord-Cyprus · 
Wales (Noord) · 
Wales (Zuid) · 
Wit-Rusland · 
Zweden · 
Zwitserland